# Rhode Island National Guard

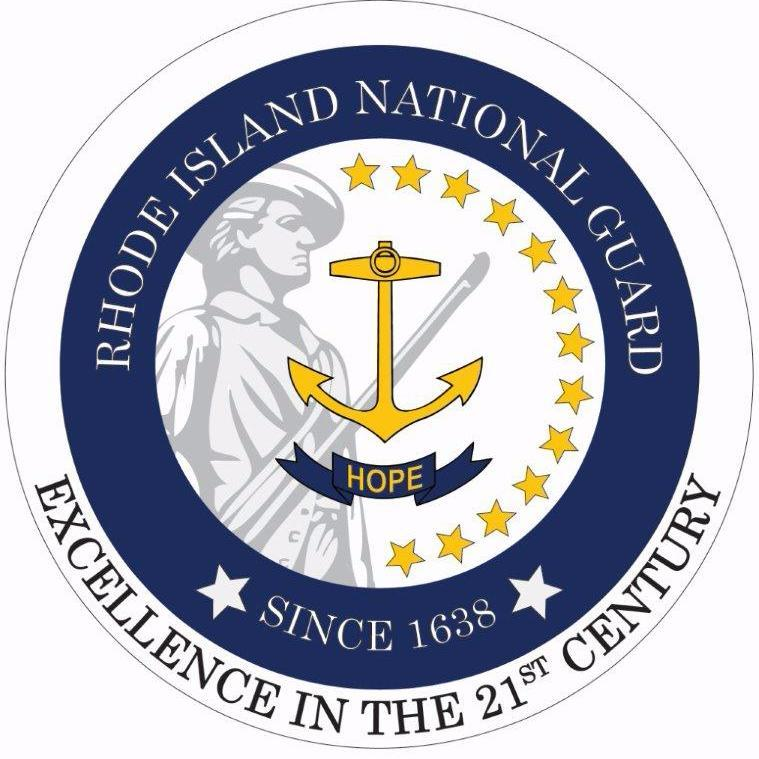
Logo der Rhode Island National Guard

Die Rhode Island National Guard (RING) des Rhode Island Military Department des US-Bundesstaates Rhode Island ist Teil der im Jahr 1903 aufgestellten Nationalgarde der Vereinigten Staaten (akronymisiert USNG) und somit auch Teil der zweiten Ebene der militärischen Reserve der Streitkräfte der Vereinigten Staaten.

## Organisation
Die Mitglieder der Nationalgarde sind freiwillig Dienst leistende Milizsoldaten, die dem Gouverneur von Rhode Island (aktuell Daniel McKee) unterstehen. Bei Einsätzen auf Bundesebene ist der Präsident der Vereinigten Staaten Commander-in-Chief. Adjutant General of Rhode Island ist Major General Christopher Callahan. Die Nationalgardeeinheiten des Staates werden auf Bundesebene vom National Guard Bureau (Arlington, VA) unter General Steven Nordhaus koordiniert.
Die Rhode Island National Guard führt ihre Wurzeln auf Milizverbände der 1638 gegründeten Colony of Rhode Island and Providence Plantations zurück. Die Nationalgarden der Bundesstaaten sind seit 1903 bundesgesetzlich und institutionell eng mit der regulären Armee und Luftwaffe verbunden, so dass (unter bestimmten Umständen mit Einverständnis des Kongresses) die Bundesebene auf sie zurückgreifen kann. Rhode Island unterhält zurzeit keine Staatsgarde.
Die Rhode Island National Guard besteht aus den beiden Teilstreitkraftgattungen des Heeres und der Luftstreitkräfte, namentlich der Army National Guard und der Air National Guard. Die Rhode Island Army National Guard hatte 2017 eine Stärke von 1992 Personen, die Rhode Island Air National Guard eine von 1028, was eine Personalstärke von gesamt 3020 ergibt.

## Wichtige Einheiten und Kommandos
- Joint Forces Headquarters in Cranston (Rhode Island)

### Army National Guard
- 43rd Military Police Brigade (43rd MPB)
  - Headquarters and Headquarters Company (HHC), 43rd Military Police Brigade (43rd MPB) in Warwick
  - 118th Military Police Battalion (118th MPB)
    - Headquarters and Headquarters Detachment (HHD), 118th Military Police Battalion (118th MPB) in Warwick
    - 115th Military Police Company (115th MPC) in Camp Fogarty, East Greenwich
    - 169th Military Police Company (169th MPC) in Warren

  - 1st Battalion, 103rd Field Artillery Regiment (1-103rd FAR)
- 56th Troop Command[3]
  - Headquarters and Headquarters Detachment (HHD), 56th Troop Command in East Greenwich
  - 1st Battalion (General Support), 126th Aviation Regiment[4] in Quonset Point
  - Detachment 23, Operational Support Airlift Command in Quonset Point
  - Company A, 2nd Battalion, 19th Special Forces Group in Middletown
  - Company A, 1st Battalion, 182nd Infantry Regiment in Camp Fogarty, East Greenwich
  - Company C, 1st Battalion (Airborne), 143rd Infantry Regiment in Camp Fogarty, East Greenwich
  - 861st Engineer Company in Camp Fogarty, East Greenwich
  - 88th Army Band in Camp Fogarty, East Greenwich
- Sonstige Einheiten
  - Special Operations Detachment in Global (SOD-G) in Camp Fogarty, East Greenwich
  - 13th Civil Support Team (WMD) in Camp Fogarty, East Greenwich
  - RIARNG Recruiting and Retention Command in Cranston
  - 243d Regiment (Regional Training Institute) in Camp Varnum, Narragansett
  - Rhode Island Medical Detachment in Providence, RI
  - 110th Public Affairs Detachment in Cranston

### Air National Guard
- 102nd Information Warfare Squadron
- 143d Airlift Wing
- 281st Combat Communications Group
- 282nd Combat Communications Squadron